# Новосмоленская набережная

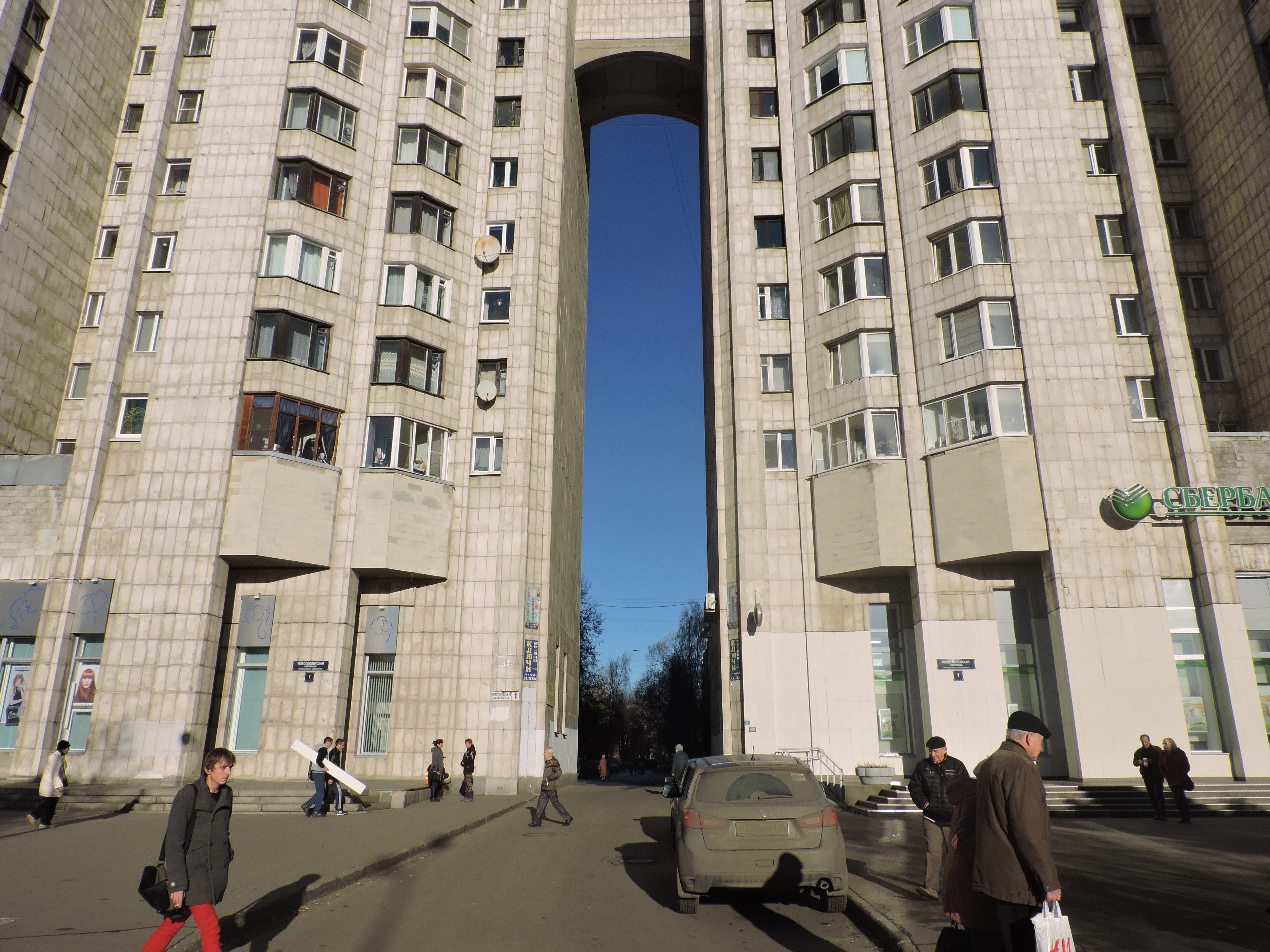
Высотная арка дома 1 по Новосмоленской набережной

Но́восмоле́нская набережная — набережная в Василеостровском районе Санкт-Петербурга. Проходит от Наличной улицы до улицы Кораблестроителей.

## История
Улица начала своё существование, когда в середине 1960-х годов в рамках формирования морского фасада города был прорыт канал, спрямивший часть русла реки Смоленки. По экспериментальному проекту 1966 года, разработанному 12 мастерской Ленпроекта, вдоль этого канала должна была пройти пешеходная эспланада. Изначально застройка планировалась «спокойная» (продолжающая 1-й экспериментальный квартал Васильевского острова, с четырьмя 22-этажными пластинами на широких цоколях для размещения «учреждений общегородского значения», Г-образными 9-12 этажными домами и одной высотной доминантой). Но эспланаду включили в систему развития городского центра, в рамках которой должна была идти зелёная полоса от Невы вдоль Малой Невы и по руслу Смоленки до площади на берегу Финского залива с мемориалом, посвящённым обороне Ленинграда, расположенном на моле неподалёку от высотного здания. Здание, вместе с тремя прочими, расположенными в других местах, должно было формировать силуэт города с моря.
В 1971 году в журнале «Строительство и архитектура Ленинграда» было опубликовано интервью с Геннадием Булдаковым, в котором корреспондент от лица горожан критиковал современную архитектуру на Васильевском острове; Булдаков признал справедливость критики и поставил в качестве главной задачи года быстро и радикально улучшить районные проекты. В 1972 году эспланада была улучшена; на ней предполагались зелёные откосы в гранитной оправе, рельефные стелы в честь обороны города, пешеходные и транспортные мосты. Кварталы по сторонам эспланады были согласованы по осям и соединены проездами по мостам через канал, четыре дома были повышены до 26 этажей для баланса с 40-этажным домом на северной стороне, им были добавлены для большей пластики треугольные эркеры и «корбюзианские» опоры высотой в три этажа. При этом метода возведения высоких зданий на бывшем болоте и свалке не было — в западной части острова на глубине 15-35 метров лежала толща «текучих» грунтов, более нижние слои также не были надёжны.
В 1974 году было решено, что будущий монумент будет посвящён и защитникам Ленинграда, и Октябрьской революции, а на площади будут проходить праздничные митинги и церемонии воинской присяги. 15 июня 1976 года в связи с этим было присвоено наименование Октябрьский проспект. Проект из-за этого снова пришлось перерабатывать, его руководителя Сергея Евдокимова сменил Виталий Сохин, непосредственным проектированием занимались Пётр Курочкин и Владимир Соколов. Башни на опорах укоротили, сделали более пластичными и чуть изменили конструктивно (Евдокимов планировал отливать на месте целые этажи, потом ставя их кранами на место, но на момент нового проекта была принята иная технология, с последовательной отливкой каркаса, перекрытий и продольных несущих стен и с керамзитобетонными панелями для внутренних и наружных стен). В 1982 году в проекте северной стороны появилась идея соединения зданий у эспланады в аркаду; задумка о мостиках через канал была отменена. В результате соединения аркадой дом 1 (1983—1986 года постройки) является самым длинным домом в Санкт-Петербурге, его длина 760 м. Ранее в нём работал Центр фирменной торговли, популярный в годы Перестройки (на открытие даже приехали Раиса и Михаил Горбачёвы, но приоритетное снабжение «фирменными» товарами потеряло значение в течение нескольких лет).
Строительство проходило в перестройку и в первые постсоветские годы; парадная площадь с монументом оказалась к этому времени неактуальна.
4 мая 1987 года Октябрьский проспект был включён в набережную реки Смоленки.
Современное название Новосмоленская набережная получила 27 февраля 1989 года (по другим источникам, название было дано в 1987 году). Участок от улицы Кораблестроителей до Морской набережной запроектирован, но реально не существует.

## Достопримечательности
- Наличный мост
- Мост Кораблестроителей